# Saint-Hilaire-de-Chaléons
Saint-Hilaire-de-Chaléons [sɛ̃.t‿ilɛʁ də ʃaleɔ̃]  est une commune de l'Ouest de la France, située dans le département de la Loire-Atlantique, en région Pays de la Loire.
Ses habitants s'appellent les Chaléonnais et les Chaléonnaises. La population de Saint-Hilaire-de-Chaléons s'élève à 2 336 habitants pour l'année 2020.

## Géographie

### Situation
La commune fait partie de la Bretagne historique, dans le pays traditionnel du pays de Retz et dans le pays historique du Pays nantais. La commune a aussi fait partie des Marches Communes de Bretagne-Poitou, entre pays de Retz et Vendée historique.
Saint-Hilaire-de-Chaléons est située entre le lac de Grand-Lieu et la baie de Bourgneuf, à 25 km au sud-ouest de Nantes et 3 km à l'ouest de Sainte-Pazanne.
La commune se trouve dans le canton de Bourgneuf-en-Retz et est membre de la Communauté de communes Cœur Pays de Retz avec celles de Sainte-Pazanne, Chaumes-en-Retz, Rouans, Cheix-en-Retz, Vue et Port-Saint-Père.
| Chaumes-en-Retz    |                           | Rouans Port-Saint-Père |
| Pornic             | Saint-Hilaire-de-Chaléons |                        |
| Villeneuve-en-Retz |                           | Sainte-Pazanne         |

Les communes limitrophes sont Chaumes-en-Retz, Villeneuve-en-Retz, Pornic, Port-Saint-Père, Rouans et Sainte-Pazanne.

### Géologie, relief et hydrographie
Le nord de la commune est traversé par un petit cours d'eau, la Blanche, qui se jette ensuite dans l'Acheneau, rivière qui relie le lac de Grand-Lieu à la Loire.

### Climat
Pour des articles plus généraux, voir Climat des Pays de la Loire et Climat de la Loire-Atlantique.
En 2010, le climat de la commune est de type climat océanique franc, selon une étude du CNRS s'appuyant sur une série de données couvrant la période 1971-2000. En 2020, Météo-France publie une typologie des climats de la France métropolitaine dans laquelle la commune est exposée à un climat océanique et est dans la région climatique Bretagne orientale et méridionale, Pays nantais, Vendée, caractérisée par une faible pluviométrie en été et une bonne insolation.
Pour la période 1971-2000, la température annuelle moyenne est de 12,3 °C, avec une amplitude thermique annuelle de 13,1 °C. Le cumul annuel moyen de précipitations est de 848 mm, avec 12,4 jours de précipitations en janvier et 6,3 jours en juillet. Pour la période 1991-2020, la température moyenne annuelle observée sur la station météorologique de Météo-France la plus proche, « Saint-Même-le-Tenu », sur la commune de Machecoul-Saint-Même à 13 km à vol d'oiseau, est de 12,7 °C et le cumul annuel moyen de précipitations est de 866,4 mm,. Pour l'avenir, les paramètres climatiques de la commune estimés pour 2050 selon différents scénarios d'émission de gaz à effet de serre sont consultables sur un site dédié publié par Météo-France en novembre 2022.

## Urbanisme

### Typologie
Au 1er janvier 2024, Saint-Hilaire-de-Chaléons est catégorisée bourg rural, selon la nouvelle grille communale de densité à sept niveaux définie par l'Insee en 2022.
Elle est située hors unité urbaine. Par ailleurs la commune fait partie de l'aire d'attraction de Nantes, dont elle est une commune de la couronne,. Cette aire, qui regroupe 116 communes, est catégorisée dans les aires de 700 000 habitants ou plus (hors Paris),.

### Occupation des sols
L'occupation des sols de la commune, telle qu'elle ressort de la base de données européenne d’occupation biophysique des sols Corine Land Cover (CLC), est marquée par l'importance des territoires agricoles (93,7 % en 2018), en diminution par rapport à 1990 (97,2 %). La répartition détaillée en 2018 est la suivante : 
zones agricoles hétérogènes (39,7 %), terres arables (29,5 %), prairies (24,5 %), zones urbanisées (3,5 %), zones industrielles ou commerciales et réseaux de communication (1,5 %), forêts (1 %), mines, décharges et chantiers (0,2 %). L'évolution de l’occupation des sols de la commune et de ses infrastructures peut être observée sur les différentes représentations cartographiques du territoire : la carte de Cassini (XVIIIe siècle), la carte d'état-major (1820-1866) et les cartes ou photos aériennes de l'IGN pour la période actuelle (1950 à aujourd'hui).

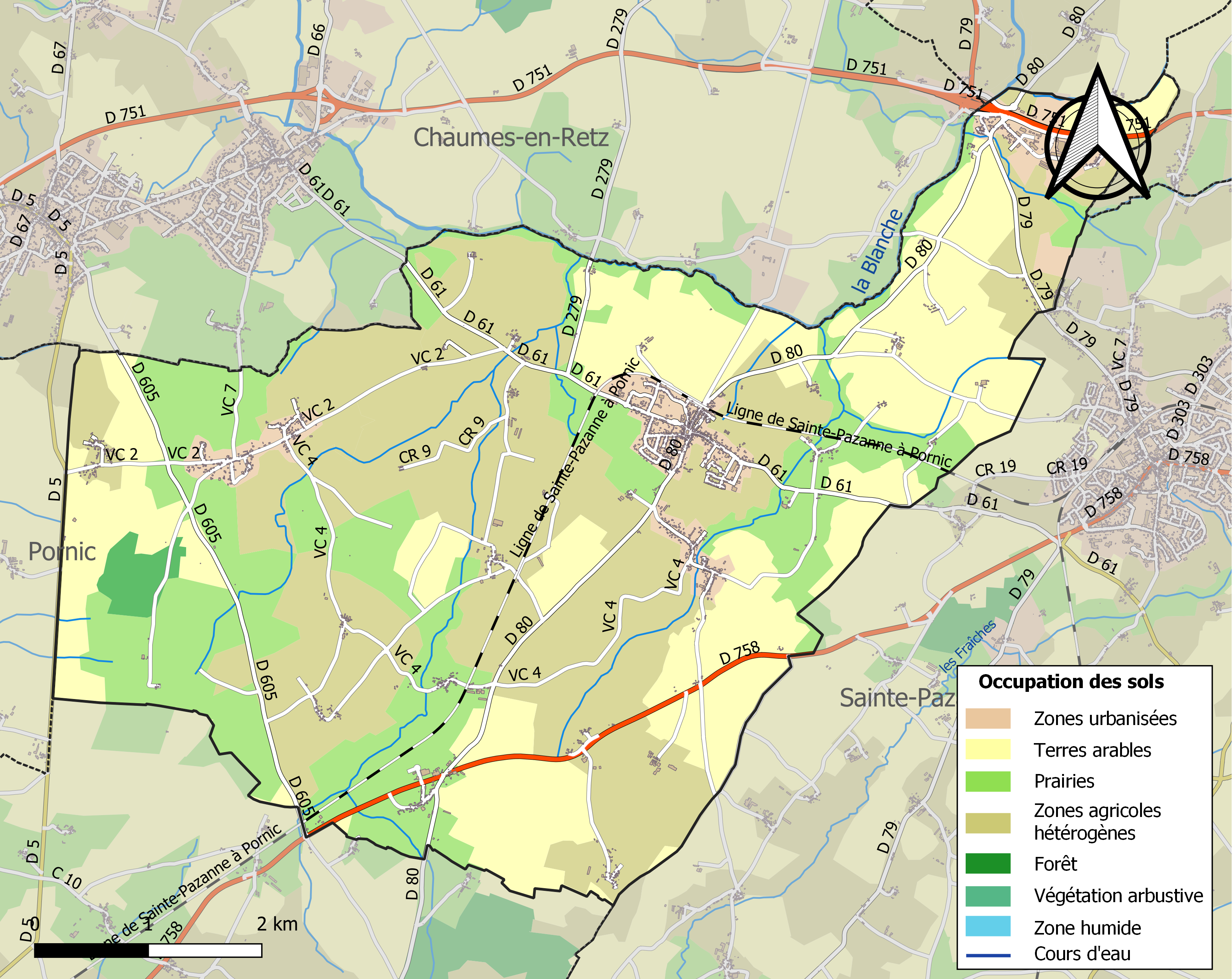
Carte des infrastructures et de l'occupation des sols de la commune en 2018 (CLC).

## Toponymie
Le nom de la localité est attesté sous les formes San Heliren et Sancti Hylarii au XIIe siècle.
Le nom de Saint-Hilaire-de-Chaléons vient de Hilaire de Poitiers, évêque de Poitiers au IVe siècle ; Chaléons viendrait de calma, terme d'origine pré-celtique qui signifiait « espace dénudé » ou « plateau en friche ».
La commune de Saint-Hilaire-de-Chaléons possède en effet un plateau qui se poursuit au sud-ouest sur la commune de Villeneuve-en-Retz, jusqu'à dominer le Marais breton et la plaine littorale.
Pendant la période révolutionnaire, la commune prit le nom de La Fraternité.
La forme bretonne actuelle proposée par l'Office public de la langue bretonne est Sant-Eler-Kaleon.

## Histoire
Saint-Hilaire-de-Chaléons est mentionné pour la première fois en 1079, époque où son église est donnée aux religieuses de Notre-Dame d'Angers. L'église de Saint-Hilaire de Chaléons appartenait alors au prieuré Sainte Marie de Prigny.
Durant le Moyen Âge, la paroisse de Saint-Hilaire se développe à proximité du château du Bois-Rouaud.
La période de la Révolution française est une période très difficile pour la commune qui a laissé des traces durables dans les mentalités.  Saint-Hilaire est alors un lieu de cantonnement pour l'armée républicaine qui combat les Armées catholiques et royales de Vendée et de Bretagne. En raison de la déchristianisation, la commune est renommée La Fraternité. Il y eut à La Fraternité, entre l’an I et l’an IV, 316 tués et 167 décès par maladie pour une population de 1 150 habitants d'après le recensement de 1789. Les familles les plus éprouvées furent la famille Briand, de la Petite Davière, où il y eut onze décès ; la famille Loquai, de Maubusson, où il y eut six tués et quatre décès par maladie ; et la famille de Louis Guérin, où il y eut trois tués et cinq autres décès.
En 1793, le curé de la paroisse, l'abbé Violet, âgé de 24 ans, est blessé au visage alors qu'il sert dans l'armée vendéenne en tant que porte drapeau de François Charette de la Contrie. En 1825, il décide d'ériger un calvaire à Saint Hilaire pour rendre hommage aux victimes de la répression pendant la révolution. Le cimetière actuel situé autour du calvaire est inauguré en 1869 par le maire, le comte Gustave de Juigné.
L'église actuelle remplace une ancienne église ruinée à la Révolution française. Lors de la construction de l'église en 1897, trois sarcophages mérovingiens sont découverts.
La commune a rénové le clocher en 2000, une équipe de jeunes cinéastes a profité de l'occasion pour refaire l'histoire de ce clocher avec les anciens qui l'avaient vu construire.

## Héraldique
| Blason | Blasonnement : Écartelé : au premier, d'or aux trois tours de gueules, ouvertes et ajourées du champ, maçonnées de sable ; au deuxième, d'argent aux six mouchetures d'hermine de sable ordonnées 3, 2 et 1 ; au troisième, d'azur aux trois fleurs de lys d'or ; au quatrième, de gueules à la mitre épiscopale d'or posée en bande, soutenue d'une crosse du même posée en barre ; à la croix de sable brochant sur l'écartelé, chargée en cœur d'un écusson d'argent aux trois croix du Calvaire de sable. Commentaires : La croix de sable est celle du blasonnement du pays de Retz : d'or à la croix de sable, rappelant l'appartenance de Saint-Hilaire-de-Chaléons au pays de Retz. Les mouchetures d'hermine évoquent le blasonnement d'hermine plain de la Bretagne, rappelant l'appartenance passée de la ville au duché de Bretagne. Blason conçu par M.-R. Prat en 1946. |

## Politique et administration

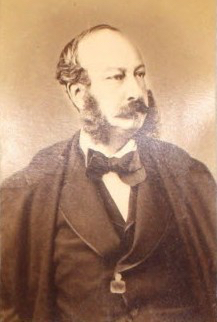
Gustave de Juigné (1828-1900), maire de Saint-Hilaire-de-Chaléons de 1865 à 1870.

| Période       | Période                       | Identité            | Étiquette | Qualité                                                                            |
| ------------- | ----------------------------- | ------------------- | --------- | ---------------------------------------------------------------------------------- |
| 1945          | 1947                          | Jean-Marie Loquai   |           |                                                                                    |
| 1947          | mai 1953                      | Pierre Chauvet      |           |                                                                                    |
| mai 1953      | mars 1971                     | Pierre Leduc        | DVD       | Conseiller général (1962-1982)                                                     |
| mars 1971     | octobre 1974                  | Joseph Sorin        | DVD       | Démissionnaire                                                                     |
| octobre 1974  | octobre 1978                  | Ange Rialland       |           | Démissionnaire                                                                     |
| novembre 1978 | août 1982                     | Pierre Leduc        | DVD       | Directeur de l'hôpital de Nantes Conseiller général (1962-1982) Décédé en fonction |
| octobre 1982  | mars 1983                     | Camille Recoquillé  |           | Retraité                                                                           |
| mars 1983     | mars 1989                     | Jean Dupont         |           | Artisan mécanicien agricole, ancien adjoint                                        |
| mars 1989     | mars 2008                     | François Loquais    | UDF       | Agriculteur                                                                        |
| mars 2008     | En cours (au 25 octobre 2022) | Françoise Relandeau | DVD       | Attachée de direction                                                              |

## Population et société

### Démographie
Selon le classement établi par l'Insee, Saint-Hilaire-de-Chaléons fait partie de l'aire urbaine et de la zone d'emploi de Nantes et du bassin de vie de Sainte-Pazanne. Elle n'est intégrée dans aucune unité urbaine. Toujours selon l'Insee, en 2010, la répartition de la population sur le territoire de la commune était considérée comme « peu dense » : 79 % des habitants résidaient dans des zones « peu denses »  et 21 % dans des zones « très peu denses ».

#### Évolution démographique
Les données concernant 1793 sont perdues.
L'évolution du nombre d'habitants est connue à travers les recensements de la population effectués dans la commune depuis 1800. Pour les communes de moins de 10 000 habitants, une enquête de recensement portant sur toute la population est réalisée tous les cinq ans, les populations de référence des années intermédiaires étant quant à elles estimées par interpolation ou extrapolation. Pour la commune, le premier recensement exhaustif entrant dans le cadre du nouveau dispositif a été réalisé en 2004.

En 2022, la commune comptait 2 376 habitants, en évolution de +4,9 % par rapport à 2016 (Loire-Atlantique : +6,68 %, France hors Mayotte : +2,11 %).
| 1800 | 1806  | 1821  | 1831  | 1836  | 1841  | 1846  | 1851  | 1856  |
| ---- | ----- | ----- | ----- | ----- | ----- | ----- | ----- | ----- |
| 844  | 1 189 | 1 429 | 1 467 | 1 240 | 1 092 | 1 200 | 1 317 | 1 329 |

| 1861  | 1866  | 1872  | 1876  | 1881  | 1886  | 1891  | 1896  | 1901  |
| ----- | ----- | ----- | ----- | ----- | ----- | ----- | ----- | ----- |
| 1 411 | 1 529 | 1 459 | 1 542 | 1 546 | 1 480 | 1 550 | 1 563 | 1 580 |

| 1906  | 1911  | 1921  | 1926  | 1931  | 1936  | 1946  | 1954  | 1962  |
| ----- | ----- | ----- | ----- | ----- | ----- | ----- | ----- | ----- |
| 1 568 | 1 508 | 1 362 | 1 315 | 1 269 | 1 249 | 1 215 | 1 242 | 1 304 |

| 1968  | 1975  | 1982  | 1990  | 1999  | 2004  | 2006  | 2009  | 2014  |
| ----- | ----- | ----- | ----- | ----- | ----- | ----- | ----- | ----- |
| 1 311 | 1 255 | 1 362 | 1 333 | 1 551 | 1 721 | 1 791 | 1 940 | 2 197 |

| 2019  | 2022  | - | - | - | - | - | - | - |
| ----- | ----- | - | - | - | - | - | - | - |
| 2 322 | 2 376 | - | - | - | - | - | - | - |

#### Pyramide des âges
La population de la commune est relativement jeune.
En 2018, le taux de personnes d'un âge inférieur à 30 ans s'élève à 37,9 %, soit au-dessus de la moyenne départementale (37,3 %). À l'inverse, le taux de personnes d'âge supérieur à 60 ans est de 20,5 % la même année, alors qu'il est de 23,8 % au niveau départemental.
En 2018, la commune comptait 1 133 hommes pour 1 171 femmes, soit un taux de 50,82 % de femmes, légèrement inférieur au taux départemental (51,42 %).
Les pyramides des âges de la commune et du département s'établissent comme suit.
| Hommes | Classe d’âge | Femmes |
| ------ | ------------ | ------ |
| 0,5    | 90 ou +      | 3,2    |
| 5,2    | 75-89 ans    | 8,1    |
| 12,3   | 60-74 ans    | 11,5   |
| 21,1   | 45-59 ans    | 18,0   |
| 21,8   | 30-44 ans    | 22,3   |
| 15,7   | 15-29 ans    | 14,0   |
| 23,4   | 0-14 ans     | 22,9   |

| Hommes | Classe d’âge | Femmes |
| ------ | ------------ | ------ |
| 0,6    | 90 ou +      | 1,8    |
| 6      | 75-89 ans    | 8,6    |
| 15,1   | 60-74 ans    | 16,4   |
| 19,4   | 45-59 ans    | 18,8   |
| 20,1   | 30-44 ans    | 19,3   |
| 19,2   | 15-29 ans    | 17,4   |
| 19,5   | 0-14 ans     | 17,6   |

## Économie
En 2010, l'endettement de la commune (encours de la dette) s'élève à 750 euros par habitant. Ce chiffre concerne le budget principal seul. Les ressources  et les dépenses de fonctionnement sont dans la moyenne des communes alentour (Cheix, Chéméré, Port-Saint-Père, Rouans, Sainte-Pazanne, Vue), tandis que les emprunts pèsent lourdement sur la commune de Saint-Hilaire-de-Chaléons.

## Lieux et monuments
- Saint-Hilaire-de-Chaléons se caractérise par son église, dont le carillon sonne « La Paimpolaise », une chanson de Théodore Botrel au fil des heures.

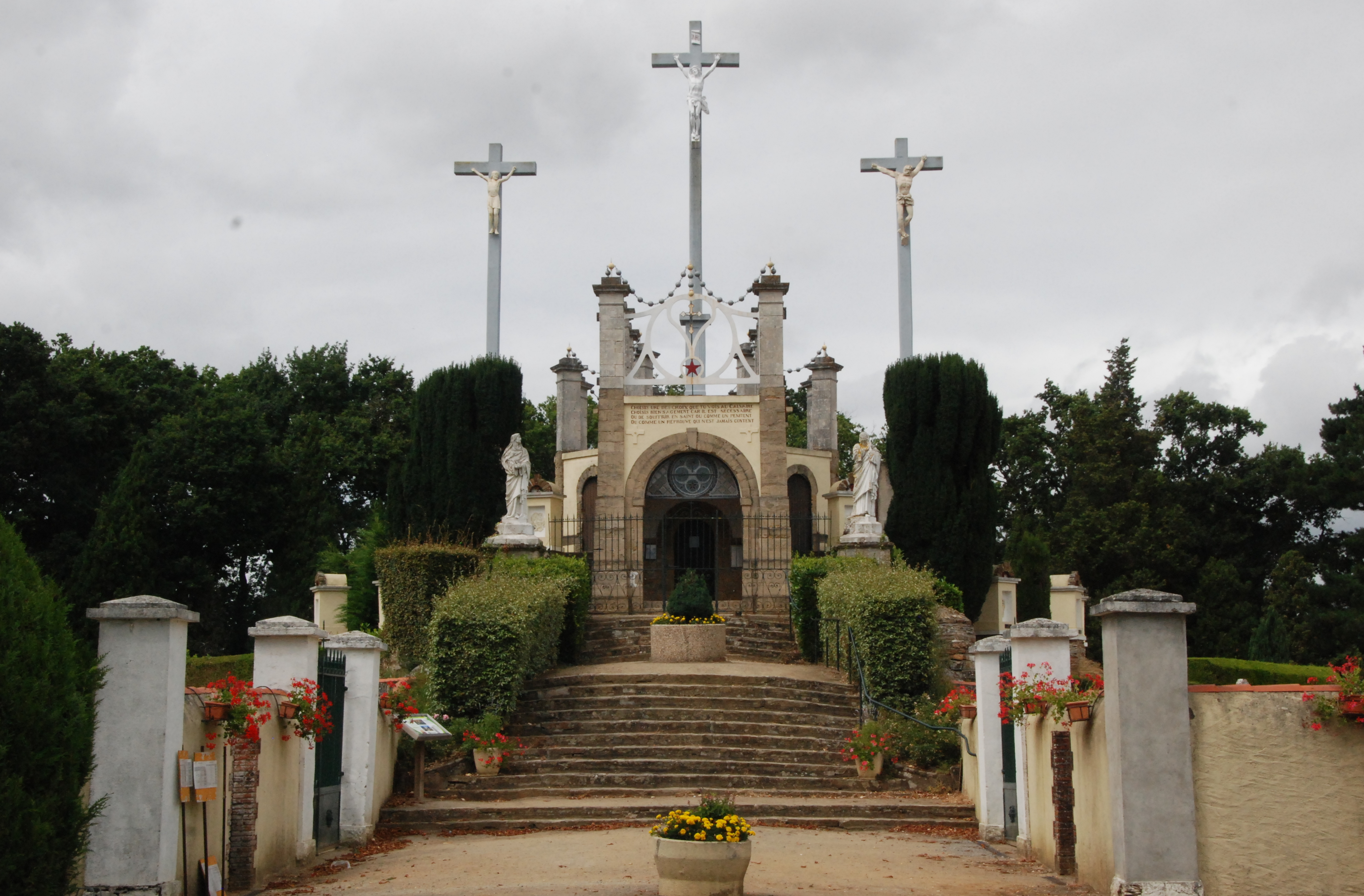
Calvaire dans le cimetière de Saint-Hilaire-de-Chaléons

- Le cimetière, également, se distingue de par sa forme circulaire.
  - Au centre de celui-ci, se trouve un calvaire et une petite réplique d'un chemin de croix. On y trouve des plaques portant les noms d’habitants massacrés pendant la guerre de Vendée. La balustrade du calvaire est surmontée par un chapelet du Rosaire donné au XIIIe siècle par la Vierge Marie à saint Dominique de Guzmán. Un des symboles rattachés à ce saint est l'étoile rouge que sa mère vit en songe sur son front accompagné d'un chien portant un flambeau dans la gueule.

## Personnalités liées à la commune
- Louis Guérin (1766-1795), général vendéen de la guerre de Vendée
- Louise Thomas-Patersi de Fossombronni (1779-1864), gouvernante des enfants de Franz Liszt[34]
- Le comte Charles Étienne Gustave Le Clerc de Juigné (1825-1900), maire de Saint-Hilaire (1865-70) et propriétaire du Bois-Rouaud
- Éloi Guitteny (1892-1981), forgeron poète

## Associations liées à la commune
L'association « Éoliennes en Retz » milite pour la valorisation des énergies renouvelables et sensibilisation aux économies d'énergie. Son fondateur, Serge Pintout, est un fervent défenseur des projets éoliens sur le pays de Retz. Une association « PEPR » (Protection de l'environnement du pays de Retz), a été créée pour remettre en cause ces projets d'implantations éoliens.